# Comunità montana del Piambello
La Comunità montana del Piambello (nata nel 2009 per aggregazione della Comunità montana della Valceresio e della Comunità montana della Valganna e Valmarchirolo) si trova in Provincia di Varese e include anche l’estremo occidente della Provincia di Como (Lombardia). Il capoluogo è Arcisate.
La comunità è costituita da 20 comuni varesini:
- Arcisate
- Bedero Valcuvia
- Besano
- Bisuschio
- Brusimpiano
- Cadegliano Viconago
- Cantello
- Clivio
- Cuasso al Monte
- Cremenaga
- Cugliate Fabiasco
- Cunardo
- Induno Olona
- Lavena Ponte Tresa
- Marchirolo
- Marzio
- Porto Ceresio
- Saltrio
- Valganna
- Viggiù

Da aggiungere ai 4 comuni comaschi facenti parte della Valmorea, che sono inclusi nella comunità montana solo geograficamente ma non burocraticamente:
- Bizzarone
- Solbiate con Cagno
- Rodero
- Valmorea